# Sony Alpha 230
α 200 α 290
Le Sony Alpha 230 (typographié α 230) est un reflex d'entrée de gamme commercialisé à partir du premier trimestre 2009 par Sony.